# Lipusz (stacja kolejowa)
Lipusz – stacja kolejowa w Lipuszu, w województwie pomorskim, w Polsce. Obiekt był dawniej lokalnym węzłem kolejowym; od lat 90. XX wieku pełni rolę mijanki w ruchu pasażerskim.

## Ruch pasażerski
| Rok  | Wymiana pasażerska na dobę |
| ---- | -------------------------- |
| 2017 | 20-49                      |
| 2022 | 10-19                      |

## Położenie
Stacja Lipusz znajduje się około 300 m od centrum Lipusza, na południowym krańcu miejscowości. Na jej terenie znajdują się 4 przejazdy kolejowo-drogowe.

## Historia

### 1900–1945
Uroczyste oddanie stacji w Lipuszu nastąpiło 15 lipca 1900. Początkowo do stacji docierała tylko linia z Kościerzyny. Lipusz od początku był projektowany i budowany jako lokalny węzeł kolejowy, w którym krzyżowały się linie łączące trzy miasta powiatowe: Kościerzynę, Chojnice i Bytów. Dodatkowo w Lipuszu miała stacjonować drużyna manewrowa, która łączyła i dzieliła pociągi relacji łączonych. W 1901 otwarto linię do Bytowa, natomiast w dniu 1 lipca 1902 – po oddaniu linii do Chojnic – Lipusz stał się węzłem kolejowym. Po odzyskaniu przez Polskę niepodległości w 1918 linia Lipusz – Bytów (jej fragment obejmuje obecnie (2020) linia Bytów – Korzybie) została przecięta granicą polsko-niemiecką tuż przed stacją Róg. Lipusz znajdował się wówczas po stronie polskiej. W czerwcu 1920 linia została zdemontowana do granicy polsko-niemieckiej, a stacja przestała spełniać funkcję węzła. W 1939, już po rozpoczęciu wojny, Niemcy odbudowały brakujący fragment linii.

### 1945–1990
Po II wojnie światowej linia Lipusz – Korzybie w całości znalazła się po stronie polskiej. W okresie Polski powojennej Lipusz był węzłem kolejowym obsługującym lokalne pociągi osobowe oraz towarowe. W latach 60. XX w. składano i demontowano tu pociągi kursujące na trasie Kościerzyna – Bytów/Chojnice.

### Po 1990
W rozkładzie jazdy na lata 1990–1992 przez Lipusz przejeżdżało 6 par pociągów Kościerzyna – Chojnice (w tym jedna para w relacji wydłużonej aż do Gdyni Głównej), para pociągów Lipusz – Kościerzyna i Lipusz – Chojnice oraz 4 pary pociągów Lipusz – Bytów. W następnym rozkładzie 1992/93 zmniejszono o 1 liczbę par pociągów Kościerzyna – Chojnice, jednakże przedłużono jeszcze jedną do Gdyni; liczba pociągów do Bytowa nie zmieniła się, ale był to ostatni rozkład, w którym występowały pociągi na tej trasie. W 1993 w czasie fali likwidacji lokalnych linii kolejowych zlikwidowano połączenie Bytów – Kościerzyna; od tej pory przy tabeli 381 b występowała notatka Ruch pociągów wstrzymany do odwołania, która utrzymywała się aż do rozkładu jazdy pociągów z lat 1996/97, a przez Lipusz przejeżdżają jedynie pociągi relacji Kościerzyna – Chojnice. Ze względu na bardzo zły stan torowiska planowano również fizyczną likwidację linii do Bytowa, jednak po interwencji władz samorządowych gminy Bytów i przekazaniu linii w użytkowanie spółce Pol-Miedź Trans z Lubina utrzymano ruch towarowy.

## Linie kolejowe

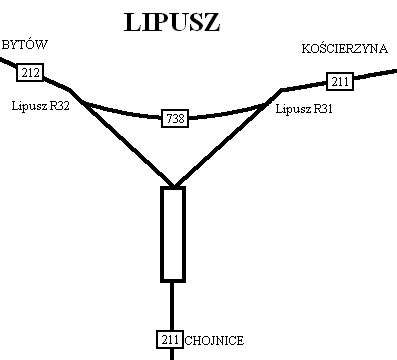
Węzeł w Lipuszu

Lipusz był węzłem kolejowym, w którym krzyżowały się linie numer 211 (Chojnice – Kościerzyna) oraz 212 (dawniej Lipusz – Korzybie, a od 2007 roku Bytów – Korzybie). Odcinek do Korzybia jest całkowicie wyłączony z ruchu pasażerskiego. W ruchu towarowym eksploatuje się jedynie odcinek do Bytowa; dalej trasa jest nieprzejezdna. Wszystkie linie są niezelektryfikowane, normalnotorowe oraz jednotorowe.
Maksymalne dozwolone prędkości na szlakach w okolicy Lipusza:
|           | Pociągi osobowe (również szynobusy) | Pociągi towarowe |
| Linia 211 | 80 km/h                             | 80 km/h          |
| Linia 212 | 0 km/h                              | 20 km/h          |

## Infrastruktura

### Budynek dworca

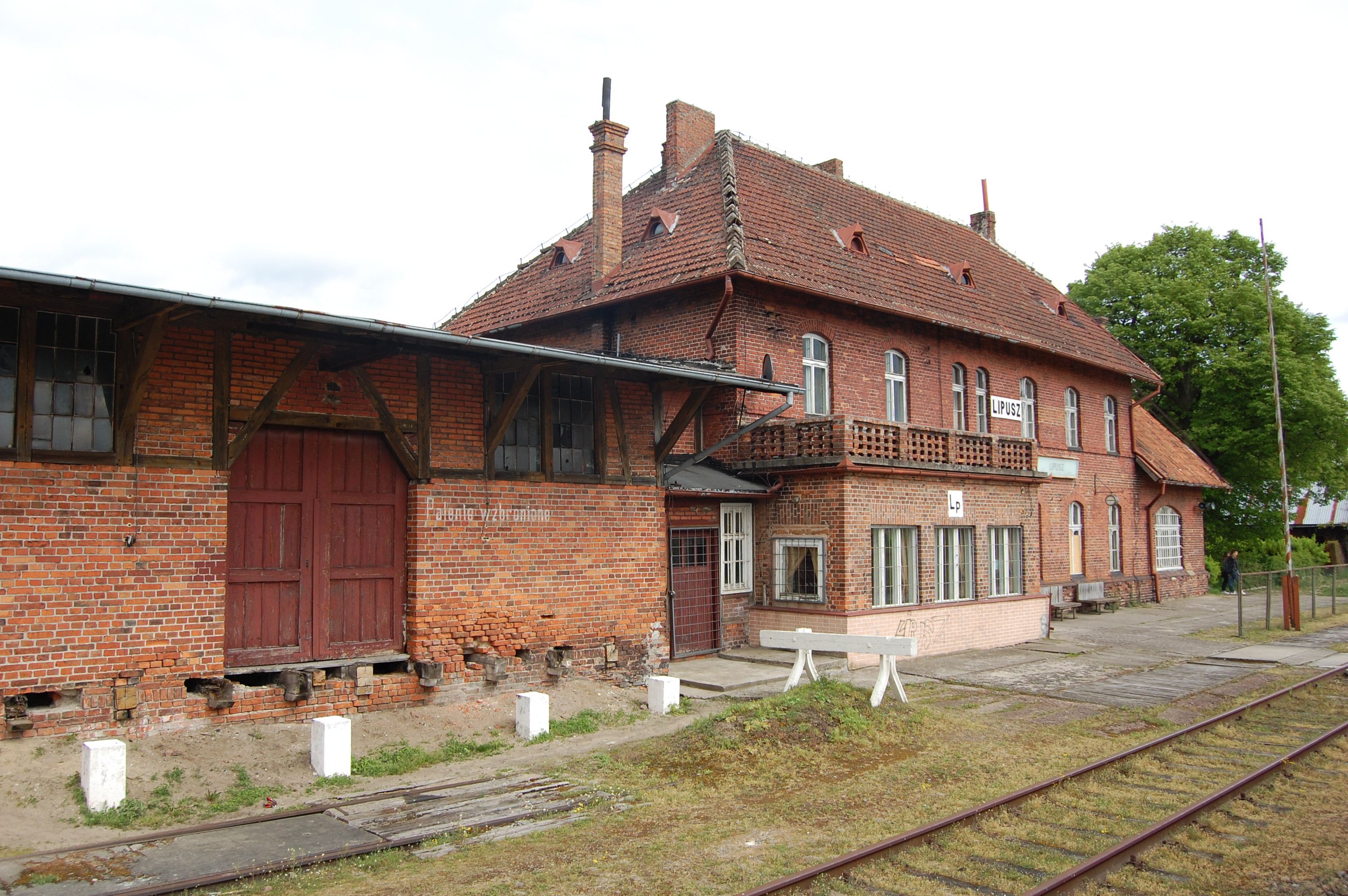
Dworzec z magazynem

W budynku dworca znajduje się poczekalnia, nieczynna kasa oraz prywatne mieszkanie. Dworzec zbudowany jest z czerwonej cegły. Część główna jest piętrowa, nieotynkowana i pokryta dachówką. Przylega do niej parterowa część boczna oraz mała, otynkowana przybudówka. Dach jest wielospadowy (czterospadowy w części głównej i dwuspadowy w części bocznej), natomiast przylegający do budynku magazyn pokryty dachem pulpitowym). Budynek został wzniesiony w stylu odchodzącym od stylu ryglowego, choć takie cechy jeszcze można odnaleźć w przylegającym do budynku magazynie. Typ zabudowy spotykany w Prusach na początku XX wieku.

### Perony

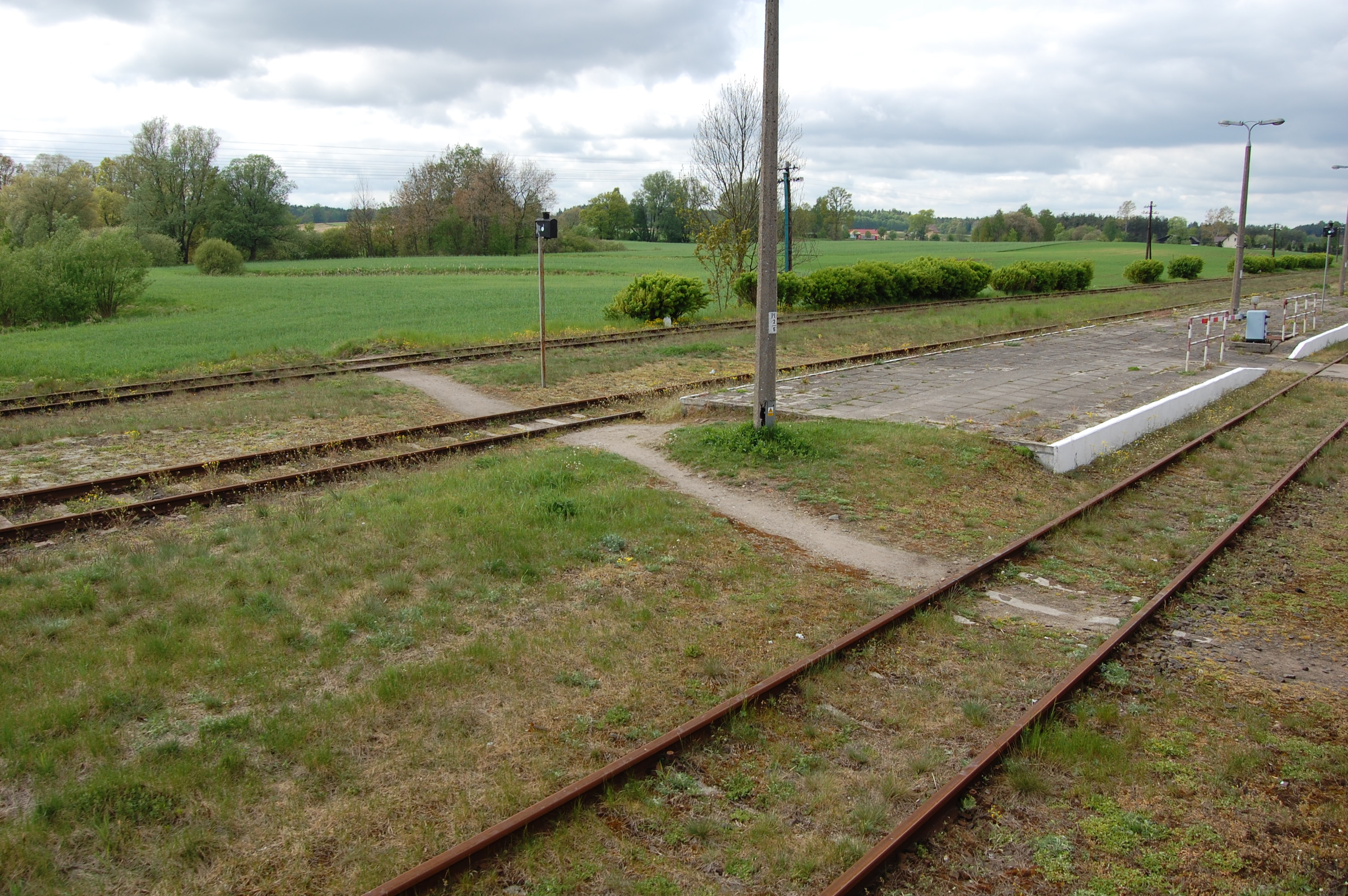
Perony – widok od strony dworca

Na stacji znajdują się dwa perony: jeden jedno- i drugi dwukrawędziowy, oba z dojściem w poziomie szyn. Perony pokryte są płytami chodnikowymi i są niezadaszone. Znajdują się tam semafory kształtowe, nieużywana obecnie wieża wodna, dwustanowiskowa szopa używana przez Pol-Miedź Trans oraz dwie nastawnie – Lp i Lp1.

### Parowozownia
Na terenie stacji znajdowała się trzystanowiskowa hala dla parowozów, przebudowana następnie na dwustanowiskową. Można przyjąć, że podlegała pobliskiej parowozowni w Kościerzynie.

### Łącznica
W północnej części stacji, między rozjazdem R31 a R32, znajduje się łącznica o długości 674 m, umożliwiająca przejazd między liniami: 211 i 212 (brak konieczności zmiany czoła pociągu na stacji Lipusz). Obecnie jest nieczynna i zarośnięta.

### Warsztat naprawy wagonów
W latach około 1980-1990 w Lipuszu mieściła się placówka napraw wagonów Oddziału Zamiejscowego Rewizji i Napraw Wagonów w Kościerzynie Wagonowni Gdynia, zajmująca się naprawą wagonów towarowych.

## Ruch pociągów

### Pociągi osobowe
Przez stację w Lipuszu przejeżdżają dwie pary pociągów regio relacji Chojnice – Kościerzyna i Kościerzyna – Chojnice. Najczęściej są nimi autobusy szynowe. Od 2016 roku część pociągów obsługiwana jest autobusową komunikacją zastępczą. Od 2016 roku uruchamiane są przez SKPL Cargo sezonowe 3 pary pociągów z Lipusza do stacji Bytów.

### Pociągi towarowe
Przez Lipusz przejeżdżają zazwyczaj pociągi towarowe relacji Kościerzyna – Bytów spółki SKPL Cargo z Kalisza oraz pociągi innych przewoźników, m.in. PKP Cargo. Z powodu bardzo złego stanu technicznego łącznicy nr 738, a przy tym ręcznej obsługi zwrotnic, pociągi najczęściej zmieniają tu czoło. W Lipuszu stacjonowały manewrowe lokomotywy spalinowe serii SM42 będące własnością Pol-Miedź Trans, a od 2015 roku tabor SKPL Cargo.